# Назарет (фрегат, 1800)
«Назарет» — парусный 44-пушечный фрегат Черноморского флота Российской империи, участник русско-турецкой войны 1806—1812 годов.

## Описание фрегата
Длина судна по сведениям из различных источников составляла от 48,5 до 48,6 метра, ширина — 12,8 метра, а осадка от 3,8 до 3,9 метра. Вооружение судна состояло из 44-х орудий.

## История службы
Фрегат был заложен на Херсонской верфи 6 ноября 1799 года и после спуска на воду 12 октября 1800 года вошёл в состав Черноморского флота России. Строительство вёл корабельный мастер М. И. Суровцов. В 1801 году перешёл из Херсона в Севастополь.
В сентябре 1802 года вышел из Севастополя в Корфу, куда прибыл 15 октября. В ноябре 1802 года перешёл из Корфу к острову Цериго, где находился до весны следующего года, после чего вернулся в Корфу. Осенью 1804 года ушёл в Севастополь в составе отряда. Весной 1805 года принимал участие в переброске войск из Севастополя в Корфу, после чего находился в Корфу до февраля 1806 года, при этом выходил в крейсерство в Средиземное море. 19 февраля того же года ушёл в Севастополь.
Принимал участие в русско-турецкой войне 1806—1812 годов. 4 января 1807 года во главе отряда вышел из Севастополя. Отряд прибыл к Трапезунду только к 21 января, плавание затянулось по причине противных ветров и штормов. По прибытии суда отряда вели бомбардировку турецких судов и батарей, а 6 февраля вернулись обратно. В марте 1807 года в составе отряда капитан-командора Т. Г. Перского фрегат ходил к Синопу для захвата строящихся там судов противника, но по причине того, что суда находились под защитой крепостных батарей, отряд отказался от атаки и вынужден был вернуться обратно.
8 апреля вышел в море в составе эскадры контр-адмирала С. А. Пустошкина, но, получив повреждения в шторм, вместе с другими судами эскадры вынужден был вернуться в Севастополь. 21 апреля вновь вышел в море в составе эскадры, но, попав в шторм, отстал от неё. По прибытии в Анапу 1 мая вновь присоединился к эскадре, а 12 мая вместе с ней вернулся в Севастополь.
31 мая в составе эскадры вышел в море с десантом на борту и 11 июня подошёл к Трапезунду. Вместе с другими судами эскадры лавировал в море под парусами. Ввиду превосходства турецких войсках десант высажен не был, и 12 июня эскадра ушла в Севастополь, куда прибыла к 10 июля. В мае 1809 года в составе отряда фрегат выходил в крейсерство к устью Дуная.
В начале июля 1809 года в составе отряда капитан-лейтенанта А. И. Перхурова вышел из Севастополя с войсками на борту и 14 июня прибыл к Анапе, где вёл бомбардировку крепости и высадил взявший её десант. 23 июня вернулся в Севастополь.
22 сентября в составе отряда капитан-лейтенанта С. И. Стулли выходил в крейсерство к устью Дуная и Варне. 3 октября отряд встретился с турецкой эскадрой, но разошёлся с ней на контргалсах, при этом фрегат отстал от отряда и 4 октября был атакован двумя вражескими кораблями, но сумел оторваться от преследования и вновь присоединился к отряду. 12 октября отряд вернулся в Севастополь, а командир фрегата был отдан под суд за то, что потерял свой отряд, и разжалован в матросы.
В мае 1810 года совместно с фрегатом «Воин» крейсировал у устья Дуная и Варны, а в июне 1810 года — у берегов Абхазии. 9 июля фрегат вошёл в состав отряда капитан-лейтенанта П. А. де Додта, с которым подошёл к Сухум-Кале и вёл бомбардировку укреплений крепости. После капитуляции крепости 11 июля, отряд ушёл в Севастополь, куда прибыл к 5 августа.
6 октября фрегат вышел в море в составе эскадры контр-адмирала А. А. Сарычева и к 11 октября подошёл к Трапезунду. Вёл бомбардировку крепостных батарей, а 17 октября обеспечивал высадку десанта, после чего картечным огнём прикрывал посадку войск обратно на суда. 30 октября с другими судами эскадры вернулся в Севастополь.
В июле и августе 1811 года крейсировал у Варны. В 1812 году был признан ветхим и непригодным для плаваний, а после 1813 года разобран.

## Командиры фрегата
Командирами фрегата «Назарет» в разное время служили:
- Н. Б. Литвинов (1800—1801 годы).
- М. П. Селиванов (до сентября 1802 года).
- К. С. Леонтович (с сентября 1802 года).
- А. А. Сорокин (1803—1805 годы).
- А. И. Перхуров (1806—1807 годы).
- П. И. Ланг (1809 год).
- О. И. Викорст (1810 год).
- К. Д. Сальти (1811 год).